# Plainfield (Ohio)
Plainfield è un villaggio degli Stati Uniti d'America, situato nello stato dell'Ohio, nella contea di Coshocton.